# Feminisme de la diferència
El feminisme de la diferència va néixer al maig del 68 i a Europa es va desenvolupar principalment al llarg dels anys 70 del segle xx, en el context de la segona onada del feminisme i la postmodernitat, als Estats Units, França i Itàlia. Separant-se del feminisme radical, reivindica per defensar la dona com a diferent de l'home sota el lema "ser dona és bell" (inspirat en l'eslògan "the black is beautiful"). Advocava per defensar la dona com a diferent de l'home. Consideren que les dones no han d'esdevenir homes sino cada persona ser com vulgui, i tenir els mateixos drets i oportunitats. També que les dones no han d'imitar el patriarcalisme dels homes per a ser iguals en drets que ells i que és tota la societat la que es beneficia de l'alliberament patriarcal. Es configura paral·lelament al feminisme postestructuralista. Defensa que la llibertat de les dones s'obtindrà a través de la reivindicació de la diferència entre dones i homes després que es posessin de manifest les limitacions i insuficiències del feminisme de la igualtat un feminisme de llarga tradició històrica que reivindicava la igualtat formal i jurídica sobre el fonament de la igualtat "mitjançant la proclamació de la universalitat de la categoria de subjecte, prenent com a model per a la seva elaboració els interessos parcials del ciutadà-home-propietari".
Als anys 70, el feminisme de la diferència va tenir moltes seguidores a França i Itàlia. A Itàlia el feminisme de la diferència es va desenvolupar principalment entorn de la Llibreria de les Dones de Milà; alguns textos d'aquesta llibreria van ser enormement polèmics, com un en el qual recomanaven a les dones no acudir als tribunals de justícia en el cas que patissin agressions, per considerar que la justícia és masculina. A Espanya la feminista de la diferència de més rellevància ha estat Victoria Sendón de León, encara que en l'actualitat no es considera pertanyent a aquesta escola, sinó a la del feminisme integral.
Alguns corrents feministes relacionats amb el feminisme de la diferència son el Feminisme radical, l'Anarcofeminisme, el Feminisme marxista i l'Ecofeminisme.

## Teoria de la diferència
Articles principals: Postmodernitat i Rol de gènere
Segons la psicòloga canadenca Susan Pinker, l'any 2009 el model de la paritat està superat. En el llibre La paradoxa sexual proposa un “feminisme de la diferència”, que reconeix la distinció en qualitats i preferències entre un i un altre sexe. Si tenen efectiva llibertat, segons ella, cada dona, com a persona, seguirà un camí propi i la disparitat resultant serà la veritable igualtat.[5]
Carla Lonzi afirmava que "la meta de la presa del poder és totalment vana". Luce Irigaray considerava inútil o fins i tot nociu obstinar-se a obtenir la "igualtat".És impossible, segons aquesta teoria, crear una identitat pròpiament femenina i alhora destruir el mite de la dona. Hi ha feministes diferencialistas, com Esther Harding, que relacionen la identitat femenina amb la teoria dels arquetips.
El feminisme de la diferència divergeix del feminisme de la igualtat, aquest considera que la masculinitat i la feminitat són rols de gènereconstruïts socialment amb els quals cal acabar mentre que el feminisme de la diferència proposa una invenció constant del significant que és el cos separat del mandat cultural fet pel patriarcat (el gènere).

## Essencialisme i feminisme de la diferència
Alguns pensaments de destacades feministes de la segona onada són considerats essencialistes. El feminisme de la diferència ha utilitzat l'essència de la dona per a relacionar la socialització de gènere amb les cures maternals exclusivament de la dona, estableix essències diferents, ja que corrobora que homes i dones experimenten trets diferents, que fan que cada un dels gèneres tingui una essència pròpia.
L'essencialisme de gènere és l'atribució d'una qualitat fixa a les dones. Es fa evidenciar que la naturalesa és universal i s'identifica normalment amb aquelles característiques considerades al seu torn com únicament femenines. Aquestes idees de feminitat se solen fusionar en el camp biològic amb atributs psicològics, com la cura, l'empatia, l'afecte, la no-bel·ligerància, etc.
D'altra banda, l'essencialisme biològic defineix la condició de les dones en connexió amb les seves competències biològiques, sosté que les diferències anatòmiques i psicològiques, conclouen tant el sentit de masculinitat i feminitat com els diferents papers dels homes i de les dones en la societat.
Aquesta disciplina afirma que el coneixement científic de la biologia representa una definició inalterable d'identitat, la qual equival a una forma social de control de la dona. Això influeix en una restricció de les possibilitats per a canviar els rols, ja que no és possible per a una dona comportar-se de manera oposada a la seva essència, ja que dins de la seva condició es troben totes les variacions aparents que distingeixen a les dones entre si.
El naturalisme també forma part del sistema de l'essencialisme on es proposa una naturalesa fixa a les dones a través de mitjans de base teològica o ontològica més que biològica. Això serveix per a incloure a totes les dones en una única categoria homogeneïtzadora i per a consolidar la idea d'una confrontació home-dona, masculí-femení.

### Autores feministes essencialistes

#### Nancy Chodorow
Nancy Julia Chodorow, va néixer el 20 de gener de 1944 (75 anys). És una feminista, sociòloga, i psicoanalista estatunidenca. Exerceix de clínica psicoanalítica a Cambridge, Massachusetts. En 1966, es va graduar al Radcliffe College, i després va rebre el seu doctorat filosòfic en sociologia per la Universitat Brandeis. Ha escrit un munt de textos influents, i és considerada com una de les líders en teoria feminista amb influències de psicoanàlisi. Durant molts anys ha estat professora als departaments de sociologia i psicologia clínica de la Universitat de Califòrnia a Berkeley, retirant-se el 2005. Un dels seus llibres “The Reproduction of Mothering: Psychoanalysis and the Sociology of Gender (1978)” va ser escollit per la revista Contemporany Sociology com un dels deu llibres més influents dels últims 25 anys.

##### Idees
Chodorow segueix amb l'afirmació de Freud quan diu que tot individu neix bisexual i que la mare del nen és el seu primer objecte sexual, i que aquest forma el seu ego en reacció a la figura dominant de la mare. El nen, en aquest sentit i en diferència de la nena, agafa com a exemple la independència i la llibertat del pare, imitant-lo en el seu interès possesiu amb la mare-dona. La nena en canvi, s'identifica amb la mare amb més força, però intentant que el seu pare sigui el seu nou objecte d'amor, és a dir, per a les nenes es crea un triangle amorós amb l'amor que sent pel pare (ego), el vincle que sent amb la mare i la preocupació per la relació d'aquests.
Per Chodorow això explica la construcció de rols de gènere, de la degradació universal de les dones en la cultura, els patrons interculturals en el comportament masculí i els problemes maritals a Occident després del feminisme de la segona onada.
Chodorow veu clar que aquests problemes venen perquè la dona té més interès en es fills que en el sexe, i la seva ambivalència cap al sexe la condueix a mantenir al mascle a ratlla.

En una part del seu llibre:The Reproduction of Mothering; es pot llegir: 
En realitat la majoria de la gent ha fet servir el llibre, entre ells crítics literaris, experts en psicoanàlisis, psiquiatria, psicologia, filòsofs, gent interessada en el caràcter de la subjectivitat femenina, de la maternitat, de la relació mare - filla, a causa que l'he escrit en un moment polític particular, vaig emfatitzar la qüestió de compartir la parentalitat entre homes i dones. Però no em sembla que això se sostingui avui dia. Té molt poca relació amb el text, que deia que la parentalitat compartida conduiria a la igualtat entre homes i dones. No crec que això se sostingui. Penso que això va ser escrit per una quantitat de raons. Penso que va ser escrit des del punt de vista d'algú que no era mare, va ser escrit des del punt de vista d'una generació de gent en què els pares estaven realment absents. Vull dir, ara sóc conscient que la meva generació va ser la generació de la guerra, i hi havia tota classe de raons perquè els pares estiguessin absents: els pares eren soldats, o estaven treballant llargues hores, estaven sortint de la depressió, era la generació pre-baby boom, i els pares dels anys 50 no estaven realment presents en la llar. Quan penso això, considero que clarament la noció que els pares dels nens han d'estar més involucrats amb els seus fills era absolutament correcta, però penso que en realitat la idea que pares i mares fossin intercanviables, i que tot fos cinquanta i cinquanta, no ha tingut en termes generals, bones conseqüències.

#### Elizabeth Grosz
Elizabeth Grosz, va néixer el 14 d'octubre de 1952 (66 anys), a Sidney, Austràlia.
És una filòsofa, teòrica feminista, acadèmica i professora d'universitat d'estudis de la dona a la Universitat Duke. La seva feina ha estat inspirada per filòsofs com Jacques Lacan, Jacques Derrida, Michel Foucault, Luce Irigaray i Gilles Deleuze, també pel tema del gènere a les ciències socials, i la sexualitat humana entre d'altres.
Grosz es va graduar al Departament de Filosofia General, de la Universitat de Sidney, on va exercir de professora del 1978 fins al 1991. En 1992 va començar a exercir també de professora a la Universitat de Monash. Des de 1999 fins al 2001, va ser professora de literatura comparada i de filologia anglesa a la Universitat Estatal de Nova York a Búfal. Va ensenyar a la Universitat Rutgers, al Departament d'Estudis de Dona i de Gènere; i, des de 2002 fins al 2012 va ser professora d'Estudis de la Dona i Literatura, en la Universitat Duke.

#### Carol Gilligan
Carol Gilligan, va néixer el 28 de novembre de 1936 (82 anys) a Nova York. És una feminista, filòsofa i psicòloga molt coneguda pel seu llibre In a different voice: psychological theory and women's development en el que es posiciona contra la visió de Lawrence Kohlberg sobre els efectes en psicologia experiemntal sobre el presumpte desenvolupament moral diferenciat de nenes i nens. 

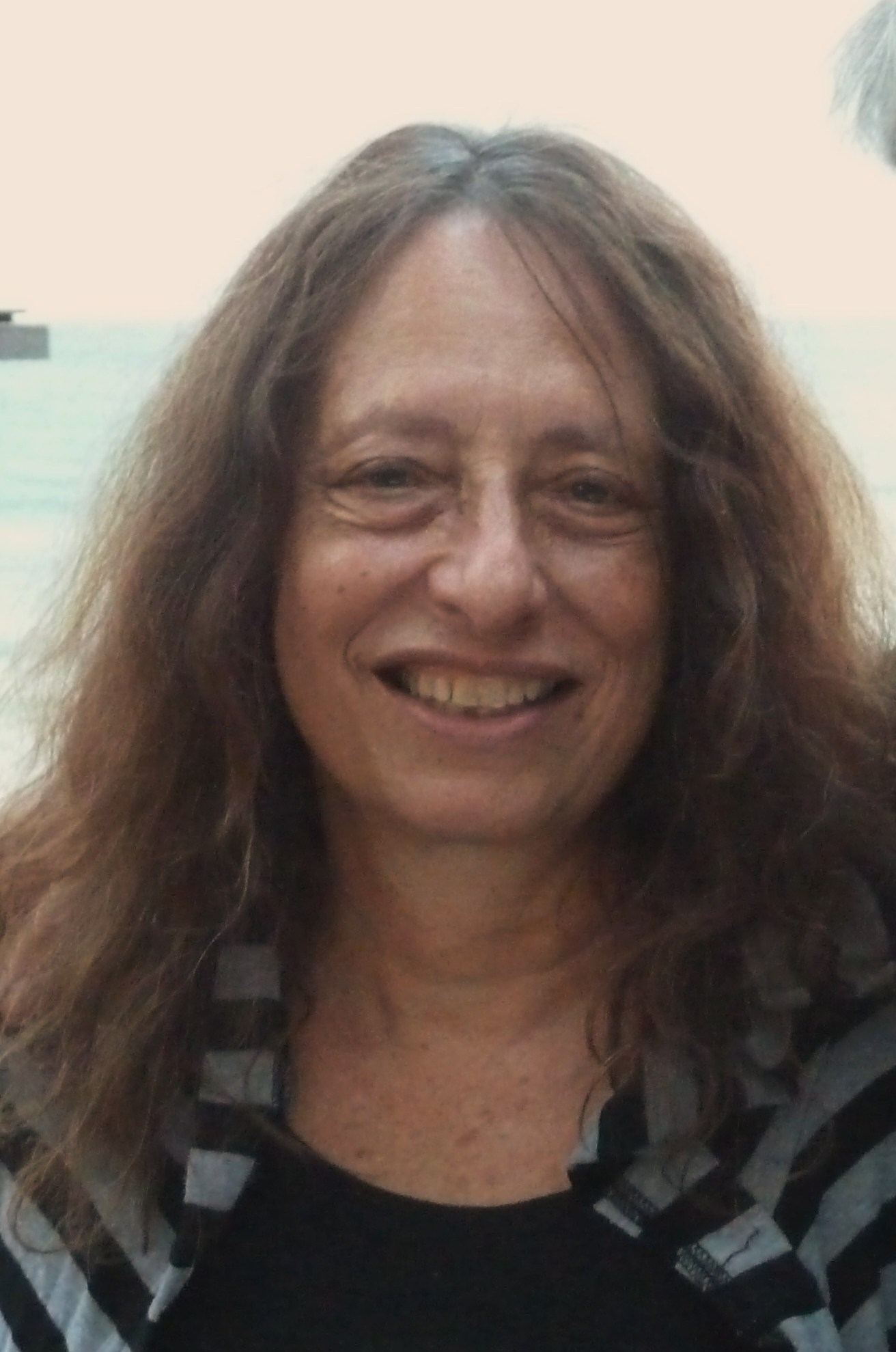
Carol Gilligan en 2010

L'any 1997 es va convertir en la primera professora d'estudis de gènere de la Universitat Harvard. Ha estat impulsora de l'anomenada “ètica de les cures” (ethics of care) en contrast amb l'ètica de la justícia.

##### L'ètica de les cures
El psicòleg educatiu Lawrence Kohlberg, va desenvolupar una teoria on definia sis nivells d'evolució moral humana(1-el correcte és l'obediència per evitar el càstig; 2-intercanvi instrumental per satisfer necessitats de qui dona i qui rep; 3-interès de conformitat i reciprocitat a les relacions; 4-compliment social i manteniment de la consciència; 5-s'obeeixen drets primaris i contracte social o d'utilitat; 6- adquisició de principis ètics universals).
Kohlberg va observar que les nenes d'onze anys només havien assolit el nivell 3 quan els nens ja havien adquirit capacitats morals dels nivells 4 i 5. Va interpretar aquests resultats com una debilitat moral de la dona.
Gilligan, tot i que havia ajudat Kohlberg en algunes de les recerques, el critica perquè la seva teoria fa diferència entre homes i dones.
Gilligan, al seu llibre, deixa clar que la seva postura és que encara que els nens i les nenes pensin diferent no significa que les nenes tinguin menys capacitats per fer raonaments morals. Segons Gilligan, les dones prioritzen els vincles amb els altres, les responsabilitats i les cures per sobre del compliment abstracte de deures i drets.

##### Crítiques a la teoria de Gilligan
Tot i que l'ètica de cures proposada per Gilligan ha estat molt influent al pensament feminista dels anys vuitanta, s'han qüestionat els fonaments i la metodologia experimental emprada per aquesta al seu llibre. Es considera que no tenia suficients casos estudiats perquè es consideressin una mostra representativa, que només va tenir en compte aspectes biològics i no d'altres aspectes com la cultura o la classe social.
Algunes de les seves partidàries, com és el cas de Nel Noddings, ha estat criticada per la seva posició en dir, que només tenim deures amb les persones amb qui podem establir una relació personal, és a dir, que no cal sentir cap deure amb ningú que no coneixem. Tot i així, Gilligan al seu llibre In a different voice, defensa que drets i responsabilitats són complementaris i que el desenvolupament moral tindria a veure amb substituir l'antagonisme pel respecte mutu, criticant l'ètica que defensa els principis per sobre de les cures.
Altres crítiques han assenyalat que Gilligan contribueix a “romantitzar” el que en realitat és una manca de poder de les dones.

#### Mary Daly
Mary Daly va néixer el 16 d'octubre del 1928 a Schenectady, Estats Units i va morir el 3 de gener del 2010 a Gardner, Estats Units.
Va ser una filòsofa feminista radical, acadèmica y teòloga estatunidenca que va donar classe al Boston College, una institució jesuítica, durant 33 anys. Es va graduar en Angles al The College of Saint Rose, es va llicenciar en la Universitat Catòlica d'Amèrica i té dos doctorats, un en teologia sagrada i filosofia per la Universitat de Friburg, Suïssa, i l'altre en religió pel Saint Mary's College d'Indiana.
Va abandonar la seva carrera com a professora a la  Universitat Boston College quan el 1999, es va negar a acceptar estudiants masculins a les seves classes d'estudis de la dona, violant així la normativa del centre. Ella es va defensar dient que la presència d'aquests estudiants inhibia la discussió a classe, però la política de no discriminació de la Universitat establia que cap persona podia ser exclosa d'un programa educatiu per motius de sexe, insistint en què tots els cursos havien de ser oberts per a tots dos sexes.

## Itàlia

### Demau
A Itàlia, el feminisme de la diferència neix en 1965 arran dels escriptors del grup DEMAU. Per una part, Carla Lonzi treballa amb el grup Rivolta Femminile i critica el seu llibre Escopim sobre Hegel.

### Carla Lonzi

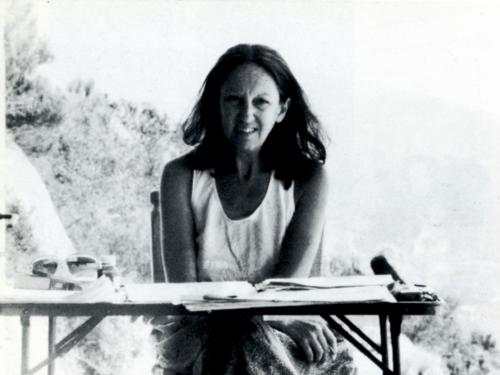
Carla Lonzi.

Carla Lonzi va néixer a Florència el 6 de març del 1931 i va morir a Milà el 2 d'agost de 1982. Va ser escriptora i crítica d'art italiana.
L'any 1954 s'afilià al Partit Comunista Italià, a principis dels anys setanta, es comprometé amb el naixent moviment feminista i l'any 1956 es llicencià amb la màxima puntuació i la seva tesi, titulada Relacions entre l'escena i les arts figuratives des de finals del Vuit-cents, fou molt apreciada per Roberto Longhi i, successivament, publicada per Olschki (Florència 1996).
De l'art no li interessava ni l'obra ni el producte, sinó que se centrava en l'autenticitat de l'artista. Són trets importants i en comú de tota la seva trajectòria com a crítica d'art, escriptora i feminista.
Amb el seu llibre Autoritratto, Lonzi conclou la seva activitat com a crítica d'art, amb un judici radical: «L'acte crític complet i verificable és el que forma part de la creació artística» (Lonzi, 1969, p. 3).
Carla Lonzi s'apropa aleshores al feminisme i funda, juntament amb Elvira Banotti i Carla Accardi, el grup Rivolta Femminile. De forma col·lectiva es va escriure el Manifesto di Rivolta Femminile l'any 1970, a partir del qual s'inspiren els primers grups feministes italians. El mateix any funda una petita editorial, amb la que publica dos assajos: 
- Sputiamo su Hegel (1970). Un llibre en el qual critica l'enfocament i el plantejament patriarcal de la política marxista i comunista.
- La donna clitoridea e la donna vaginale (1971). L'autora sosté que el mite de l'orgasme vaginal és un fet funcional al model patriarcal de la complementarietat de la dona vers l'home.
Amb aquesta obra Carla Lonzi situa el plaer com un eix important en la formació de la identitat, tenint en compte així el rol de la dona davant de l'agressivitat de l'home, això crea discussions en molts grups feministes i crea la necessitat de qüestionar-se el sistema patriarcal quan això era l'essència de Rivolta Femminile, o en el seu cas, la possibilitat de poder identificar-se com a dona sense negar la diferència substancial amb l'home.
L'any 1978 pública Diario di una femminista, el diari personal de Carla Lonzi, escrit entre el 1972 i el 1977. Aquest diari aporta llum a les etapes de la seva vida i en destaca el seu compromís polític com a feminista. El llibre suposa la fi de l'amistat amb Carla Accardi i que l'autora es retiri.

### Rivolta Femminile
En 1970 el Manifesto di Rivolta Femminile va ser un acte constitutiu d'un dels primers grups feministes italians. Suposa un escrit on es mostra la negació de la complementarietat de les dones en qualsevol àmbit de la vida, la crítica a la institució del matrimoni, el reconeixement de la feina de les dones com una feina productiva, entre d'altres. D'aquesta manera la Rivolta Femminile va representar una experiència original, per certs aspectes, om l'ús constant de l'escriptura i la importància que li atribuïren. Gràcies a la fundació d'una editorial pròpia va ser possible la publicació de molts textos.

## França
Les feministes de la diferència franceses rebutgen la reivindicació plantejada per Beauvoir, és a dir el feminisme de la igualtat, per considerar que és reformista, que si es dugués a terme les dones acabarien assemblant-se als homes i que a sobre, no aconsegueix sortir del paradigma de dominació masculina. Per tant, les diferencialistes defensen que les dones han de conservar el seu dret a l'especificitat, a la "diferència". El feminisme francès de la diferència té com a referent el grup "Psychanalyse et Politique", el qual va sorgir als anys setanta prenent les bases de la psicoanàlisi amb la finalitat d'explicar l'exploració de l'inconscient com a mitjà privilegiat de reconstrucció d'una identitat pròpia, exclusivament femenina.

### Luce Irigay
Luce Irigaray va néixer el 3 de maig de 1930 a Blaton, Bèlgica, i és una de les principals feministes de la diferència a França. És filòsofa, psicoanalista, lingüista i professora universitària. A la seva tesi doctoral Speculum de l'autre femme barreja els seus camps d'especialització (filosofia, psicoanàlisi i feminisme) i denuncia la lògica fal·locentrista que subordina a les dones.
Als anys noranta va realitzar diversos estudis que tractaven de les diferències del llenguatge entre homes i dones. Segons Irigaray, el llenguatge és un marcador que permet descriure les activitats quotidianes, però només de la cultura masculina; per tant, discrimina a la dona perquè el llenguatge i la cultura són preferents per a l'home en la seva vida.
També en aquella època va escriure el llibre Je, tu, nous: Pour une culture de la différence el qual critica el terme "igualtat" per considerar-lo inadequat perquè aquest concepte, perquè segons el seu punt de vista, implica comparació i és impossible crear una identitat pròpiament femenina i alhora destruir el mite de la dona. A més a més, jutja l'alliberament de les dones a partir de la neutralització del sexe, és a dir, considera que no existeix una mesura neutra de comparació, ja que equivaldria a eliminar les diferències sexuals i el que s'ha d'aconseguir realment és una cultura que respecti ambdós sexes.

### Hélène Cixous
Hélène Cixous (5 de juny de 1937; Orà, Algèria) és una filòsofa, assagista i professora que rebutja el sistema binari que posiciona al subjecte masculí com la norma, també anomenat “fal·locentrisme”. En el discurs patriarcal, allò “masculí” es presenta com la norma, i l'”Altre” femení com negatiu, una subordinació a l'ordre masculí i un simple constructe de l'home. Aquesta oposició binària confirma la supremacia del subjecte masculí. 

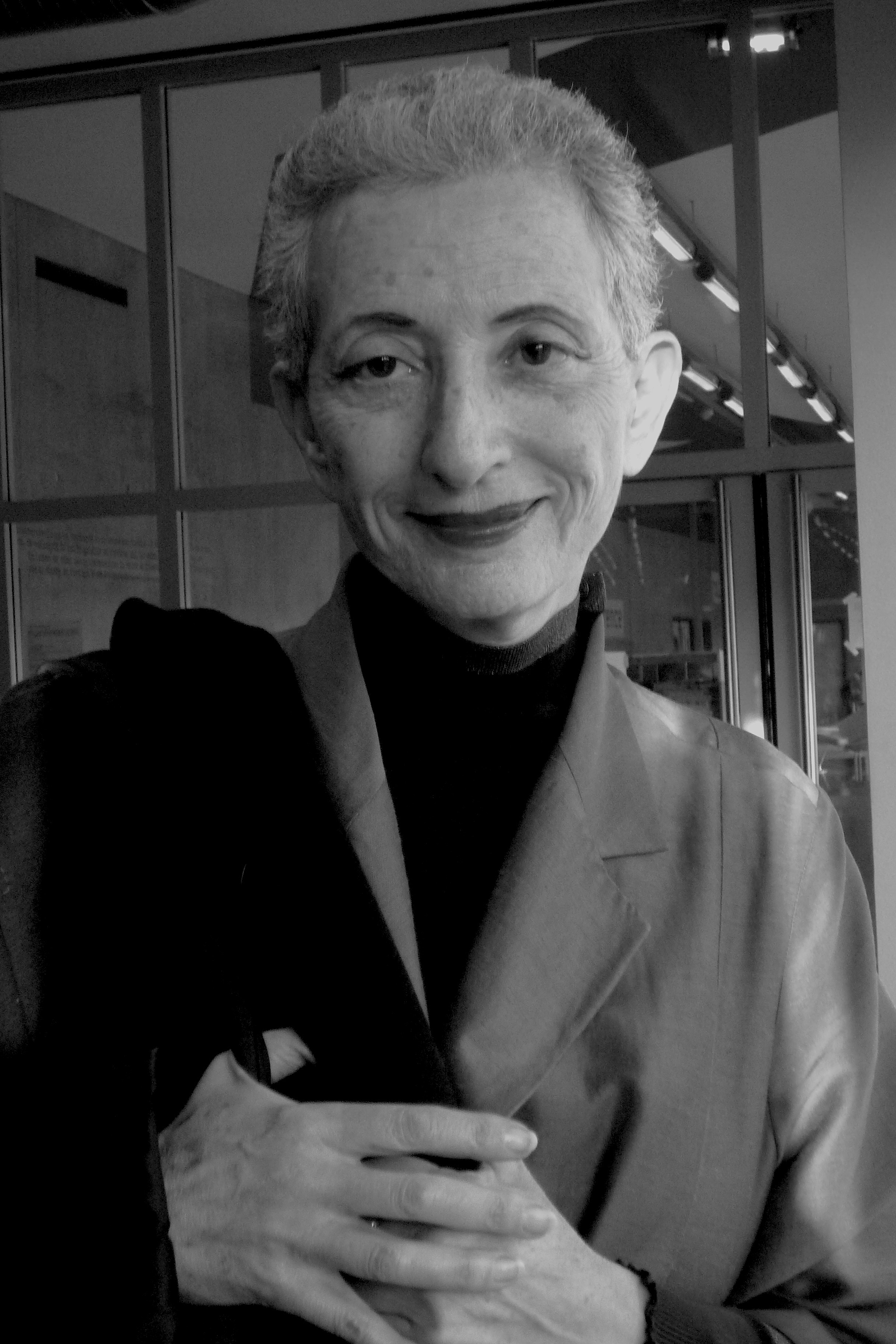
Hélène Cixous en 2011

L'autora sempre ha mantingut una actitud molt crítica cap a tot tipus d'ideologia política, ja que opina que els perills que comporten adoptar qualsevol ideologia que defensi amb rotunditat la identitat de l'individu possiblement acabi sent autoritària i restrictiva. És per aquest motiu que critica tota mena de feminisme radical que depengui de categories essencialistes com “home” i “dona”. Malgrat això, pensa que en aquesta desconstrucció ha d'haver-hi prèviament l'alliberament de la dona basada en el que denomina “diferència sexual”, a través de la qual pot aconseguir una identitat pròpia diferent de la masculina. La dona ha d'emfatitzar la seva alteritat i diferència, allò que és únic i exclusiu en ella mateixa; només així podrà sorgir la seva vertadera representació social i simbòlica.
En defensar la “diferència sexual”, estableix una associació directa entre l'escriptura femenina i el cos femení on imagina un llenguatge propi i únic de la dona que doni veu al seu cos i a la seva sexualitat. Aquesta idea es veu reflectida en el seu llibre Le Rire de la Méduse el qual explica que l'escriptura femenina no ha de ser exclusivament de les dones, ja que el pensament de la feminitat eludeix qualsevol restricció sexual home/dona. El que vol doncs, és l'ampliació d'una nova categoria que doni cabuda a l'"Altre", a allò tradicionalment exclòs i marginat. Per Cixous, quan una dona escriu, s'apropia del seu cos, un cos confiscat del qual no se li ha permès gaudir.

### Julia Kristeva
Julia Kristeva, nascuda a Sliven (Bulgària), el 24 de juny de 1941, és filòsofa, teòrica de literatura i feminisme, psicoanalista i escriptora. Malgrat que en el cercle feminista francès se l'ha considerada com antagonista del moviment, és una de les principals influències en la teoria i els estudis literaris feministes als Estats Units i al Regne Unit. 

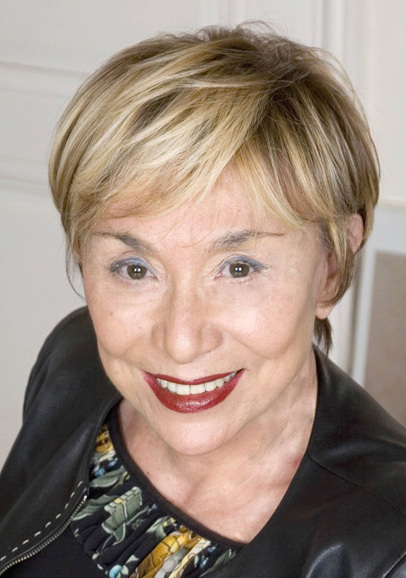
Julia Kristeva en 2008

Entre 1999 i 2002 va publicar la trilogia Le Génie féminin que es basa en tres dones del segle XX: Hannah Arendt, Melanie Klein i Colette. En aquests llibres descriu que l'individual és central en la vida pública i alhora analitza els detalls quotidians de les autores amb la finalitat de mostrar l'excepcionalitat de les dones, que malgrat les dificultats que van tenir per defendre la seva autonomia, es van resistir a les posicions hegemòniques desembocant a noves significacions i formes de subjectivitat.
A més a més, Kristeva teoritza el llenguatge des del seu punt de vista a través de la psicoanàlisi. Introdueix en el llenguatge i en subjecte els processos pulsionals, semiòtics i maternals del cos, tot el que el subjecte havia exclòs per a constituir-se; llavors, es crea un de nou que transgredeix l'estructura simbòlica de l'ordre social i que es converteix en un subjecte en procés. Aquest fet condiciona la possibilitat de les transformacions socials, culturals i polítiques.

## Espanya
El feminisme de la diferència a Espanya sorgeix en el període de 1974 i 1977. Arran de la fi de la dictadura franquista, i per consegüent, l'inici de la democràcia, es van produir ràpidament una sèrie de canvis en el context polític, jurídic i social on el feminisme va ser inclòs. Fins aleshores, no existien organitzacions feministes a causa de la inexistència de llibertat d'expressió imposada pel règim, fet que derivava a la manca d'il·lustració espanyola en aquests àmbits.
Va ser, doncs, quan en 1979 es van celebrar les Jornades de Granada,unes jornades feministes on es van reunir dones d'arreu del país. S'ha de mencionar que el moviment a Espanya no estava gens teoritzat, per tant no tenien clar què volien, però sí que sabien el que no volien ser: oprimides pels aparells organitzatius i polítics, i parlar pels altres. Paral·lelament però, es trobaven certes conferències entre les participants, ja que es definien elles mateixes com feministes radicals quan defensaven postures diferencialistes; és a dir, es corroborava freqüentment la desinformació que hi havia en el feminisme.
Altres jornades destacades van ser les de Barcelona els dies 1, 2 i 3 de 1985 en què s'afirmava la reivindicació i la voluntat de canvi de gran part de la societat. Malauradament, aquest procés era complicat a causa de l'estigmatització que patia per estar mal vist i considerat: en 1987, de sis-centes organitzacions relacionades amb la problemàtica de la dona, només setanta es declaraven com feministes. La majoria només lluitaven per causes concretes com l'avortament lliure o l'educació no sexista amb la conseqüència de fugir de la inexistència d'un projecte global.
En 1993, a Madrid, es van dur a terme unes jornades sota el nom de "Jo sóc puta, i què?", les quals van provocar un gran enrenou pel lema emprat.
Actualment, el feminisme de la diferència a Espanya és una branca del moviment més aviat minoritària i no gaire destacada per culpa de la manca de continuïtat i la carència de mitjans econòmics els quals dificulten la incidència social. Tot i això, alguns col·lectius d'aquest tipus de feminisme utilitzen les universitats o els partits polítics com plataformes i eines per donar a conèixer el seu pensament.

### Victoria Sendón de León
Va néixer a Alacant l'any 1942, és una filòsofa, activista feminista i escriptora espanyola. Va estudiar Filosofia a la Universitat Complutense de Madrid. Al 2015 es va doctorar a la Universitat de Sevilla amb una tesi anomenada “Una civilització de referència i la seva crisi sistèmica”. 

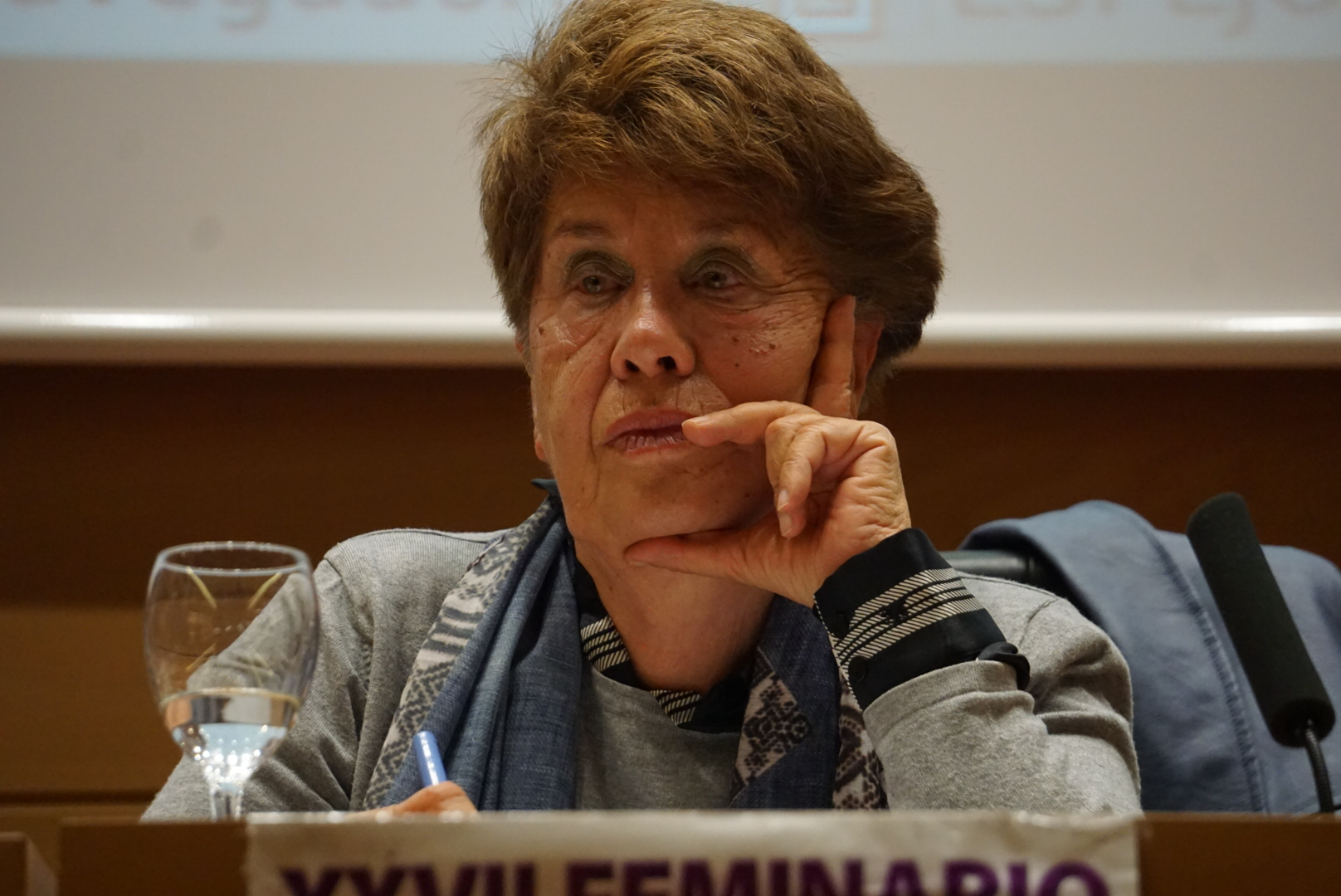
Victoria Sendón de León en 2016

Entre els anys 60 i 70 va ser professora de filosofia a diversos instituts a Madrid i Catalunya, mentrestant escrivia llibres. Al 1974 es va incorporar al grup “Mujeres Universitarias” i va continuar amb el seu activisme amb el seminari Col·lectiu Feminista, col·laborant amb la revista Vindicación (fundada per Lidia Falcón) i amb la revista Dones en lluita, incorporant-se també al moviment feminista de la ciutat de Barcelona. Al 1981 va publicar el seu primer llibre: Sobre, diosas, amazonas y vestales utopías para un feminismo radical.
Al 1982 es va mudar a Bilbao i es va dedicar gran part del seu temps a escriure guions per Mitjans audiovisuals, com per exemple, “La España Herética” retransmès per TVE i inspirat en el seu propi llibre publicat al 1986. Als 90 va formar part de l'associació feminista Àgora, amb la qual al 1994 va escriure el llibre col·lectiu Feminisme holístic: de la realitat a lo real. Fruit de les seves conferencies per Amèrica Llatina escriu també els libres Marcar les diferencies al 2002 i Dones a la era global al 2003.
Va ser pionera a portar el feminisme espanyol a les xarxes, ja que des del 1997 va col·laborar amb l'espai “Mujeres en red” on l'any 2000, es va publicar l'original electrònic d'un dels seus textos històrics “què és el feminisme de la diferencia? (una visió molt personal)”. Al 2006 crea la Fundació Matria, que ella mateixa va presidir i que va definir com una organització humanista feminista, laïcista, ecofeminista i des d'una perspectiva integradora. Al mateix any, publica Matria: l'horitzó del possible. Tot i que des dels seus inicis esta considerada com una feminista de la diferència a finals del 2008 va fer aquestes declaracions: 
“Respecte del feminisme de la diferència, no em refereixo al del grup italià de la Llibreria de la Dona (Milà) –parlar de la diferència sexual resulta fútil–, sinó a la diferència com a valor en si mateix. Defenso la diferència per la seva qualitat i com la desconstrucció d'un igualitarisme que no es qüestiona el model de món, ja que ser iguals en un model de món que no ens convenç manca de significat. Igualtat d'oportunitats en aquest món patriarcal és una igualtat molt limitada, molt esbiaixada.” Victoria Sendón de León. Berdintasuna, 2008.